# دوگانگی ذهن

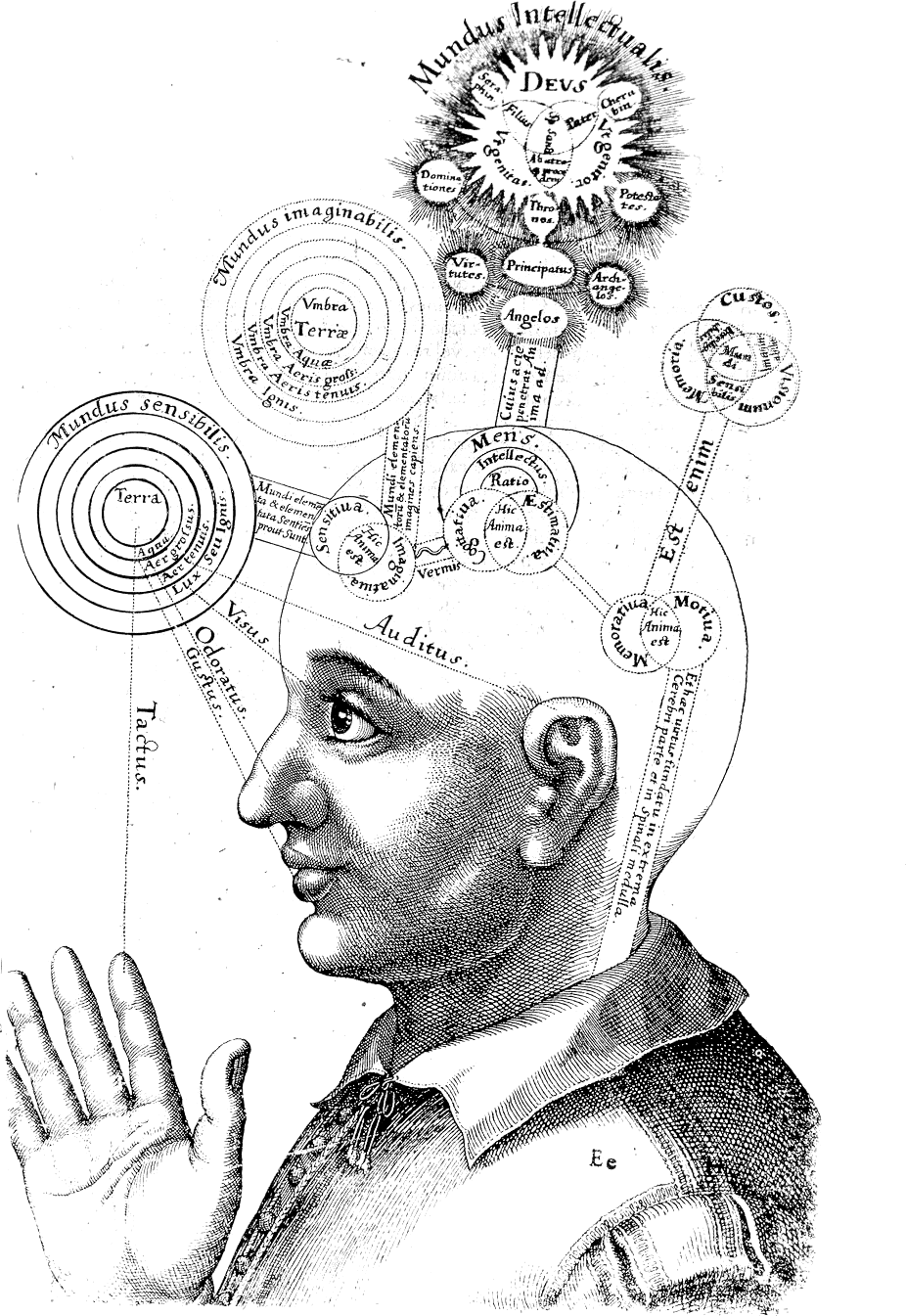
ذهن و فکر

دو گانگی ذهن (انگلیسی: Double-mindedness)، یکی ذهن حقیقی، که ثمر تمام تجربیات زندگی انسان است، دیگری ذهن انتصاب بیگانه است.

## التباس
آشفتگی و شبهه و عدم وضوح، ابهام‏ و اشتباه و خلط کردن بین اشیاء.
هر امر مبهمی یا برای ادراک کننده مبهم است یا به موجب آمیختگی و بی‌نظمی اجزاء آن، فی نفسه مبهم است. اگر التباس معلول آمیختگی اجزاء شیء باشد، مانند آمیختن دو جریان آب به یکدیگر، این التباس حقیقی است.
اما اگر ناشی از ضعف ادراک و تمییز بین اجزاء دو شیء باشد، التباس ذهنی است.

## فکر و امر ملتبس
فکر ملتبس، فکری است که عقل نتواند مضمون آن را با وضوح و روشنی درک کند. امر ملتبس همان امر مبهم است که نمی‌توان جوانب آن را تشخیص داد. ملتبس در مقابل متمایز (Distinct) قرار دارد، یعنی در مقابل چیزی که خلط و ابهامی در آن نیست.

## دو ذهن
هر انسانی دو ذهن دارد:
1. ذهن حقیقی، هم چون صدایی ضعیف است که همواره برای انسان نظم، صراحت و هدف می‌آورد.
2. ذهن انتصاب بیگانه، که برای انسان کشمکش، خود پسندی، تردید و ناامیدی می‌آورد.[۲]

## سورن کی‌یرکگور
نظم و انضباط و شفافیت نفس برای غلبه بر ذهن خود اندیش ضروری است. و نشناختن این تناقض ذهنی، دو دلی و خود فریبی است.

## مولانا جلال الدین محمد بلخی (مولوی)
| می‌گریزم تا رگم جنبان بود     |  | کی فرار از خویشتن آسان بود   |
| آن که از غیری بود او را فرار |  | چون از او ببرید گیرد او قرار |
| من که خصمم هم منم اندر گریز  |  | تا ابد کار من آمد خیز خیز    |